# Vincent Janssen
Vincent Petrus Anna Sebastiaan Janssen (Heesch, 15 juni 1994) is een Nederlands voetballer die doorgaans als aanvaller speelt. Hij verruilde CF Monterrey in de zomer van 2022 voor Royal Antwerp. Janssen debuteerde in 2016 als international van het Nederlands voetbalelftal.

## Carrière

### Jeugd
Janssen is een zoon van voormalig topzwemster Annemarie Verstappen. Hij begon met voetballen bij SV TOP en werd in 2002 opgenomen in de jeugdopleiding van TOP Oss. Middels een samenwerking van die club met N.E.C. ging Janssen daar in de jeugd spelen en in Nijmegen naar het Canisius College, waar hij het vmbo deed. Hij verruilde de jeugd van N.E.C. in 2009 voor die van Feyenoord. Hij speelde vervolgens vier jaar in de jeugd van de Rotterdamse club. In zijn laatste seizoen in de A1-jeugd van Feyenoord werd hij kampioen en topscorer van de competitie. Janssen kreeg bij Feyenoord echter geen contract aangeboden, omdat men hem te licht bevond. Hierop verliet hij de club.

### Almere City FC
Janssen verruilde Feyenoord in 2013 voor Almere City, dat op dat moment onder leiding stond van Fred Grim. Hier debuteerde hij in het betaald voetbal. Zijn eerste wedstrijd was in de eerste speelronde van het seizoen 2013/'14 in de Eerste divisie, op 3 augustus 2013 tegen FC Volendam. Hij en zijn teamgenoten verloren met 2–3. Janssen speelde in zijn debuutjaar als betaald voetballer 35 competitiewedstrijden en scoorde daarin tien keer. Hij eindigde dat seizoen met Almere op de achttiende plaats in de Eerste divisie. Een jaar later maakte hij negentien doelpunten en werd hij tiende met de club. Hij maakte op 11 april 2015 een hattrick tegen Sparta Rotterdam, waarmee hij zijn team de winst bezorgde. Omdat hij met Almere City dat jaar ook een periodetitel won, kwalificeerde Almere zich voor de play-offs 2015. Hierin was de eerste ronde het eindstation.

### AZ
Janssen tekende in juni 2015 een contract tot medio 2019 bij AZ, de nummer drie van de Eredivisie in het voorgaande seizoen. Namens AZ maakte hij in een kwalificatieduel voor de UEFA Europa League tegen Istanbul BB zijn eerste officiële doelpunt. Zijn eerste competitiegoal volgde op 4 oktober 2015. Janssen maakte die dag zowel 1–0 als de 2–0 tijdens een 3–1-zege, thuis tegen FC Twente. Zijn eerste hattrick voor AZ viel op 24 januari 2016, tegen Feyenoord. Janssen werd in zijn eerste seizoen in de Eredivisie topscorer met 27 treffers. Hiermee bleef hij onder anderen Luuk de Jong voor, die tot 26 goals kwam, namens landskampioen PSV. Janssen werd met AZ vierde.
Na het seizoen was er interesse van diverse clubs. VfL Wolfsburg bereikte overeenstemming met AZ en voerde enkele gesprekken met Janssen. Ook Paris Saint Germain toonde interesse in de spits. Janssen gaf zelf echter de voorkeur aan andere clubs.

### Tottenham Hotspur
Janssen tekende in juli 2016 een contract tot medio 2020 bij Tottenham Hotspur, de nummer drie van de Premier League in het seizoen ervoor. De club betaalde circa € 20 miljoen voor Janssen aan AZ, dat daarbij tot € 2 miljoen extra aan eventuele bonussen in het vooruitzicht kreeg. Dit was een recordtransfer voor de club uit Alkmaar. Janssen maakte op 13 augustus 2016 zijn officiële debuut voor Tottenham. Dit was tijdens de eerste speelronde van het seizoen 2016/17, uit bij Everton (1–1). Hij viel die dag in de 56e minuut in voor Eric Dier. Janssen maakte pas op 12 maart 2017 voor het eerst een velddoelpunt voor Tottenham: de 5–0, tijdens een 6–0-overwinning op Millwall in het toernooi om de FA Cup. Janssen scoorde daarvoor weliswaar één keer in de Premier League, één keer in de FA Cup en twee keer in de League Cup, maar telkens vanaf de strafschopstip. Zijn ploeggenoot Harry Kane werd intussen in zowel het seizoen 2015/16 als dat van 2016/17 topscorer van de Premier League.
Tottenham verhuurde Janssen in september 2017 voor een jaar aan Fenerbahçe SK. Hij maakte op zaterdag 9 september zijn debuut voor de Turkse club, toen hij na 64 minuten inviel voor Mauricio Isla in een thuiswedstrijd tegen Istanbul Başakşehir (2–3). Zijn eerste treffer volgde acht dagen later. Uit tegen Alanyaspor (1–4) opende hij de score. Janssen startte in de basis en werd na 84 minuten vervangen door Roberto Soldado.

### Monterrey
Janssen tekende in juli 2019 een vijfjarig contract bij Monterrey. Hij speelde hier in zijn eerste halfjaar negentien competitiewedstrijden, voornamelijk als invaller. Hij werd daarbij wel voor het eerst in zijn carrière landskampioen. Nadat zijn ploeggenoten en hij achtste werden in de reguliere competitie, wonnen ze de daaropvolgende play-offs door in de finale  Club América te verslaan. In de beslissende strafschoppenreeks benutte Janssen de eerste penalty. Hij miste de deelname van zijn club aan het wereldkampioenschap voetbal voor clubs 2019 door een blessure. Janssen won met Monterrey de Copa MX 2019/20. Na een 1–1-gelijkspel in de uitwedstrijd van de finale tegen Tijuana, kreeg Janssen in de return een strafschop mee die hij zelf benutte en die het enige doelpunt van de wedstrijd was. Op 29 oktober 2021 won Janssen met Monterrey de CONCACAF Champions League door de finale tegen Club América met 1–0 te winnen. Janssen kwam in de 74'ste minuut in het veld.

### Royal Antwerp
Op 18 juni 2022 werd bekend dat Janssen een vierjarig contract had getekend bij het Belgische Royal Antwerp. Janssen werd hierdoor de eerste speler die door de recent aangestelde technisch directeur Marc Overmars en hoofdtrainer Mark van Bommel naar Antwerpen werd gehaald.

## Clubstatistieken
| Seizoen | Club              | Competitie      | Competitie | Competitie | Beker | Beker | Internationaal | Internationaal | Totaal | Totaal |
| Seizoen | Club              | Competitie      | Wed.       | Dlp.       | Wed.  | Dlp.  | Wed.           | Dlp.           | Wed.   | Dlp.   |
| ------- | ----------------- | --------------- | ---------- | ---------- | ----- | ----- | -------------- | -------------- | ------ | ------ |
| 2013/14 | Almere City       | Eerste divisie  | 35         | 10         | 1     | 0     | —              | —              | 36     | 10     |
| 2014/15 | Almere City       | Eerste divisie  | 34         | 19         | 2     | 2     | —              | —              | 38     | 22     |
| 2015/16 | AZ                | Eredivisie      | 34         | 27         | 5     | 1     | 10             | 4              | 49     | 32     |
| 2016/17 | Tottenham Hotspur | Premier League  | 27         | 2          | 5     | 4     | 6              | 0              | 38     | 6      |
| 2017/18 | Tottenham Hotspur | Premier League  | 1          | 0          | 0     | 0     | —              | —              | 1      | 0      |
| 2017/18 | → Fenerbahçe      | Süper Lig       | 16         | 4          | 2     | 1     | —              | —              | 18     | 5      |
| 2018/19 | Tottenham Hotspur | Premier League  | 3          | 0          | 0     | 0     | —              | —              | 3      | 0      |
| 2019/20 | Monterrey         | Liga MX         | 25         | 5          | 10    | 7     | —              | —              | 35     | 12     |
| 2020/21 | Monterrey         | Liga MX         | 25         | 7          | 0     | 0     | 5              | 2              | 30     | 9      |
| 2021/22 | Monterrey         | Liga MX         | 27         | 3          | 0     | 0     | 2              | 0              | 29     | 3      |
| 2022/23 | Royal Antwerp     | Eerste klasse A | 36         | 18         | 5     | 3     | 5              | 0              | 46     | 21     |
| 2023/24 | Royal Antwerp     | Eerste klasse A | 35         | 11         | 5     | 4     | 8              | 2              | 48     | 17     |
| 2024/25 | Royal Antwerp     | Eerste klasse A | 34         | 11         | 5     | 2     | —              | —              | 39     | 13     |
| 2025/26 | Royal Antwerp     | Eerste klasse A | 0          | 0          | 0     | 0     | —              | —              | 0      | 0      |
| TOTAAL  | TOTAAL            | TOTAAL          | 340        | 118        | 40    | 24    | 36             | 8              | 416    | 150    |

Bijgewerkt t/m 16 juli 2025.

## Interlandcarrière
Nederlands elftal

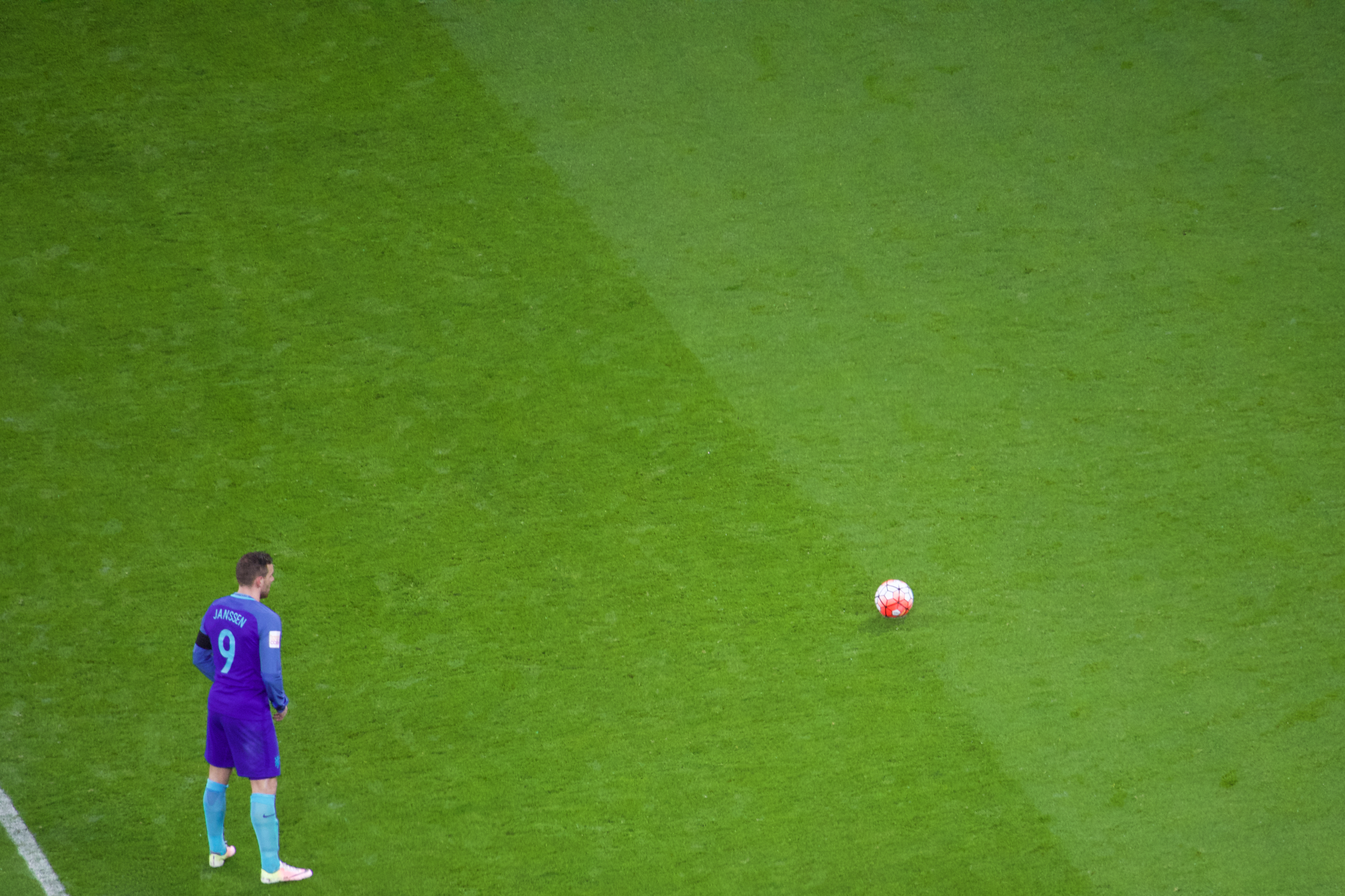
Janssen gaat een strafschop nemen in en tegen Engeland op 29 maart 2016

Bondscoach Danny Blind riep Janssen op 18 maart 2016 voor het eerst op voor het Nederlands voetbalelftal, voor oefeninterlands tegen Frankrijk en Engeland. Hij maakte op 25 maart 2016 vervolgens zijn debuut als international, tijdens een met 2–3 verloren duel tegen Frankrijk. Hij viel die dag in de 81ste minuut in voor Luuk de Jong. Janssen begon vier dagen later voor het eerst in de basis, in en tegen Engeland. Daarbij maakte hij in de vijftigste minuut zijn eerste interlanddoelpunt door een strafschop binnen te schieten. Hij gaf die wedstrijd ook de assist voor de 1–2 van Luciano Narsingh. Janssen scoorde dat jaar ook tegen Polen, Oostenrijk en Wit-Rusland en in 2017 tegen Marokko, Ivoorkust en Luxemburg.
Nadat hij jarenlang niet meer geselecteerd werd, nam Louis van Gaal Janssen in mei 2022 op in zijn selectie. Op 14 juni 2022 startte hij vanaf de aftrap tegen Wales, waarna hij in minuut 73 werd gewisseld. Na afloop kreeg Janssen complimenten van Louis van Gaal. De bondscoach sprak over het feit dat Janssen zijn verwachtingen waar heeft gemaakt.
Op 11 november 2022 werd bekendgemaakt dat Janssen behoorde tot de selectie voor het WK 2022. Tijdens de eerste wedstrijd tegen Senegal startte hij in de basis, maar in de wedstrijden daarna niet meer.
Na 22 wedstrijden voor Oranje te hebben gespeeld maakt Vincent Janssen op 12 maart 2023 bekend te stoppen als international. Persoonlijke redenen in combinatie met de steeds voller wordende voetbalkalender lagen ten grondslag aan dit besluit.
| Interlands van Vincent Janssen   | Interlands van Vincent Janssen | Interlands van Vincent Janssen | Interlands van Vincent Janssen | Interlands van Vincent Janssen | Interlands van Vincent Janssen |
| №                                | Datum                          | Wedstrijd                      | Uitslag                        | Soort Wedstrijd                | Doelpunten                     |
| Als speler bij AZ Alkmaar        | Als speler bij AZ Alkmaar      | Als speler bij AZ Alkmaar      | Als speler bij AZ Alkmaar      | Als speler bij AZ Alkmaar      | Als speler bij AZ Alkmaar      |
| -------------------------------- | ------------------------------ | ------------------------------ | ------------------------------ | ------------------------------ | ------------------------------ |
| 1.                               | 25 maart 2016                  | Nederland – Frankrijk          | 2 – 3                          | Vriendschappelijk              | 0                              |
| 2                                | 29 maart 2016                  | Engeland – Nederland           | 1 – 2                          | Vriendschappelijk              | 1                              |
| 3                                | 27 mei 2016                    | Ierland – Nederland            | 1 – 1                          | Vriendschappelijk              | 0                              |
| 4                                | 1 juni 2016                    | Polen – Nederland              | 1 – 2                          | Vriendschappelijk              | 1                              |
| 5                                | 4 juni 2016                    | Oostenrijk – Nederland         | 0 – 2                          | Vriendschappelijk              | 1                              |
| Als speler bij Tottenham Hotspur |                                |                                |                                |                                |                                |
| 6                                | 1 september 2016               | Nederland – Griekenland        | 1 – 2                          | Vriendschappelijk              | 0                              |
| 7                                | 6 september 2016               | Zweden – Nederland             | 1 – 1                          | WK-kwalificatie                | 0                              |
| 8                                | 7 oktober 2016                 | Nederland – Wit-Rusland        | 4 – 1                          | WK-kwalificatie                | 1                              |
| 9                                | 10 oktober 2016                | Nederland – Frankrijk          | 0 – 1                          | WK-kwalificatie                | 0                              |
| 10                               | 9 november 2016                | Nederland – België             | 1 – 1                          | Vriendschappelijk              | 0                              |
| 11                               | 31 mei 2017                    | Marokko – Nederland            | 1 – 2                          | Vriendschappelijk              | 1                              |
| 12                               | 4 juni 2017                    | Nederland – Ivoorkust          | 5 – 0                          | Vriendschappelijk              | 1                              |
| 13                               | 9 juni 2017                    | Nederland – Luxemburg          | 5 – 0                          | WK-kwalificatie                | 1                              |
| 14                               | 31 augustus 2017               | Frankrijk – Nederland          | 4 – 0                          | WK-kwalificatie                | 0                              |
| 15                               | 3 september 2017               | Nederland – Bulgarije          | 3 – 1                          | WK-kwalificatie                | 0                              |
| Als speler bij Fenerbahçe SK     |                                |                                |                                |                                |                                |
| 16.                              | 7 oktober 2017                 | Wit-Rusland – Nederland        | 1 – 3                          | WK-kwalificatie                | 0                              |
| 17.                              | 10 oktober 2017                | Nederland – Zweden             | 2 – 0                          | WK-kwalificatie                | 0                              |
| Als speler bij CF Monterrey      |                                |                                |                                |                                |                                |
| 18.                              | 14 juni 2022                   | Nederland – Wales              | 3 – 2                          | Nations League 2022/23         | 0                              |
| Als speler bij Royal Antwerp     |                                |                                |                                |                                |                                |
| 19.                              | 22 september 2022              | Polen – Nederland              | 0 – 2                          | Nations League 2022/23         | 0                              |
| 20.                              | 25 september 2022              | Nederland – België             | 1 – 0                          | Nations League 2022/23         | 0                              |
| 21.                              | 21 november 2022               | Senegal – Nederland            | 0 – 2                          | WK 2022                        | 0                              |
| 22.                              | 29 november 2022               | Nederland – Qatar              | 2 – 0                          | WK 2022                        | 0                              |

Nederland onder 21
Op 13 november 2014 debuteerde Janssen voor Nederland –21 in een vriendschappelijke wedstrijd tegen Duitsland –21.
| Interlands van Vincent Janssen | Interlands van Vincent Janssen | Interlands van Vincent Janssen | Interlands van Vincent Janssen | Interlands van Vincent Janssen | Interlands van Vincent Janssen |
| №                              | Datum                          | Wedstrijd                      | Uitslag                        | Soort Wedstrijd                | Doelpunten                     |
| Als speler bij Almere City FC  | Als speler bij Almere City FC  | Als speler bij Almere City FC  | Als speler bij Almere City FC  | Als speler bij Almere City FC  | Als speler bij Almere City FC  |
| ------------------------------ | ------------------------------ | ------------------------------ | ------------------------------ | ------------------------------ | ------------------------------ |
| 1.                             | 13 november 2014               | Duitsland – Nederland          | 3 – 1                          | Vriendschappelijk              | 0                              |
| 2.                             | 30 maart 2015                  | Frankrijk – Nederland          | 4 – 1                          | Vriendschappelijk              | 0                              |
| 3.                             | 29 mei 2015                    | Verenigde Staten – Nederland   | 3 – 1                          | Toulon Tournament              | 0                              |
| 4.                             | 31 mei 2015                    | Nederland – Qatar              | 5 – 1                          | Toulon Tournament              | 2                              |
| 5.                             | 4 juni 2015                    | Frankrijk – Nederland          | 4 – 0                          | Toulon Tournament              | 0                              |
| Als speler bij AZ Alkmaar      |                                |                                |                                |                                |                                |
| 6.                             | 4 september 2015               | Nederland – Cyprus             | 4 – 0                          | EK-kwalificatie                | 2                              |
| 7.                             | 8 september 2015               | Turkije – Nederland            | 0 – 1                          | EK-kwalificatie                | 0                              |
| 8.                             | 11 oktober 2015                | Nederland – Slowakije          | 1 – 3                          | EK-kwalificatie                | 1                              |
| 9.                             | 12 november 2015               | Nederland – Wit-Rusland        | 1 – 0                          | EK-kwalificatie                | 1                              |
| 10.                            | 17 november 2015               | Slowakije – Nederland          | 4 – 2                          | EK-kwalificatie                | 2                              |

Nederland beloften
Op 9 oktober 2014 debuteerde Janssen voor het Nederlands Beloftenelftal in een vriendschappelijke wedstrijd tegen Turkije –20 en maakte ook zijn eerste interlandgoal (2-2 gelijkspel).
| Interlands van Vincent Janssen | Interlands van Vincent Janssen | Interlands van Vincent Janssen | Interlands van Vincent Janssen | Interlands van Vincent Janssen | Interlands van Vincent Janssen |
| №                              | Datum                          | Wedstrijd                      | Uitslag                        | Soort Wedstrijd                | Doelpunten                     |
| Als speler bij Almere City FC  | Als speler bij Almere City FC  | Als speler bij Almere City FC  | Als speler bij Almere City FC  | Als speler bij Almere City FC  | Als speler bij Almere City FC  |
| ------------------------------ | ------------------------------ | ------------------------------ | ------------------------------ | ------------------------------ | ------------------------------ |
| 1.                             | 9 oktober 2014                 | Nederland – Turkije            | 2 – 2                          | Vriendschappelijk              | 1                              |
| 2.                             | 13 oktober 2014                | Nederland – Duitsland          | 1 – 1                          | Vriendschappelijk              | 1                              |

Nederland onder 18
Op 11 november 2011 debuteerde Janssen voor Nederland –18 in een vriendschappelijke wedstrijd tegen Roemenië –18.
| Interlands van Vincent Janssen | Interlands van Vincent Janssen | Interlands van Vincent Janssen | Interlands van Vincent Janssen | Interlands van Vincent Janssen | Interlands van Vincent Janssen |
| №                              | Datum                          | Wedstrijd                      | Uitslag                        | Soort Wedstrijd                | Doelpunten                     |
| Als speler bij Feyenoord       | Als speler bij Feyenoord       | Als speler bij Feyenoord       | Als speler bij Feyenoord       | Als speler bij Feyenoord       | Als speler bij Feyenoord       |
| ------------------------------ | ------------------------------ | ------------------------------ | ------------------------------ | ------------------------------ | ------------------------------ |
| 1.                             | 11 november 2011               | Nederland – Roemenië           | 1 – 1                          | Vriendschappelijk              | 0                              |

Nederland onder 16
Op 27 oktober 2009 debuteerde Janssen voor Nederland –16 in een vriendschappelijke wedstrijd tegen Frankrijk –16. Zijn eerste doelpunt kwam 2 dagen later tegen Spanje –16.
| Interlands van Vincent Janssen | Interlands van Vincent Janssen | Interlands van Vincent Janssen | Interlands van Vincent Janssen | Interlands van Vincent Janssen | Interlands van Vincent Janssen |
| №                              | Datum                          | Wedstrijd                      | Uitslag                        | Soort Wedstrijd                | Doelpunten                     |
| Als speler bij Feyenoord       | Als speler bij Feyenoord       | Als speler bij Feyenoord       | Als speler bij Feyenoord       | Als speler bij Feyenoord       | Als speler bij Feyenoord       |
| ------------------------------ | ------------------------------ | ------------------------------ | ------------------------------ | ------------------------------ | ------------------------------ |
| 1.                             | 27 oktober 2009                | Frankrijk – Nederland          | 0 – 0                          | Vriendschappelijk              | 0                              |
| 2.                             | 29 oktober 2009                | Spanje – Nederland             | 1 – 2                          | Vriendschappelijk              | 1                              |
| 3.                             | 31 oktober 2009                | Italië – Nederland             | 0 – 2                          | Vriendschappelijk              | 0                              |
| 4.                             | 4 december 2009                | Brazilië – Nederland           | 2 – 0                          | Vriendschappelijk              | 0                              |
| 5.                             | 5 december 2009                | Nederland – Portugal           | 2 – 1                          | Vriendschappelijk              | 0                              |
| 6.                             | 7 december 2009                | Verenigde Staten – Nederland   | 0 – 3                          | Vriendschappelijk              | 0                              |

Nederland onder 15
Op 9 december 2008 debuteerde Janssen voor Nederland –15 in een vriendschappelijke wedstrijd tegen Slowakije –15.

## Erelijst
| Competitie                     | Aantal    | Jaren                      |
| Monterrey                      | Monterrey | Monterrey                  |
| ------------------------------ | --------- | -------------------------- |
| Liga MX                        | 1x        | 2019/20                    |
| Copa MX                        | 1x        | 2019                       |
| CONCACAF Champions League      | 1x        | 2021                       |
| Royal Antwerp                  |           |                            |
| Eerste klasse A                | 1x        | 2022/23                    |
| Beker van België               | 1x        | 2022/23                    |
| Belgische Supercup             | 1x        | 2023                       |
| Individueel                    |           |                            |
| Topscorer Eredivisie           | 1x        | 2015/16 (namens AZ)        |
| Nederlands Talent van het Jaar | 1x        | 2015/16 (namens AZ)        |
| Topscorer Copa MX              | 1x        | 2019/20 (namens Monterrey) |